# 西晃平
西君（日语： Kohey Nishi，1993年4月23日—），是日本成人影片演員、導演和主持人。 
他的全名是西晃平。

## 生活和事業
他身高僅只有109公分。他和他的妹妹在六歲時被診斷出患有一種遺傳性的先天代謝疾病，名為「黏多醣症」第六型。這是是一種極罕見的疾病，全日本僅只有30-50人罹患此疾病。那時，他們兄妹接受電視台的採訪。採訪的內容在2008年四月八日星期二，TBS電視節目「奮戰罕見疾病的孩子們！我們正在和這樣的疾病戰鬥。」中播出了。
國小就讀於明星學園小學。 他參加了駒場東邦初中的入學考試，但是落榜了。雖然他在佼成學園初中部唸書期間，立志要考進東京大學、成為一名物理學家， 但是在進入高中部後，他把心思都放在玩樂上，因此斷了想要上大學的念頭。從佼成學園高中畢業後，他以SNS諮詢顧問和發明家的身份賺取一些零用金。 最後在友人的建議下，他到職業學校學習程式編輯、進入了SERAKU有限公司並以系統工程師身份參與iPhone的應用程式開發。
工作以外的時間，他將自己介紹為名人，並開始在NicoNico現場直播和Youtube上播放成人談話節目。
2015年10月4日，他在「全日本口交大賽」中獲得冠軍。獲得全日本口交王的頭銜，讓他在A片《我一定會用粉紅電動按摩棒讓你達到高潮》中演出，這也是他的出道作品。
2015年10月，他取得二級心理諮詢師證照。
2016年3月畢業於Vantan設計學院。4月，他辭了SERAKU有限公司的工作。10月，他成為SOD的專屬AV導演（1年合約）。
2017年1月，他寫道他的年收入已超過1000萬日元。
2017年5月，美國、英國、希臘、秘魯、厄瓜多、西班牙、義大利、德國、匈牙利、波蘭、印度、印尼、土耳其和台灣的新聞都相繼報導著他的事蹟。

## 註腳
1. ↑  .   [2015-01-04]. （原始内容存档于2015-01-04）.
2. ↑  http://news.nicovideo.jp/watch/nw2805842%5B%5D
3. ↑  .   [2018-09-15]. （原始内容存档于2021-02-27）.
4. ↑  .   [2018-09-15]. （原始内容存档于2020-09-27）.
5. ↑  .   [2018-09-15]. （原始内容存档于2018-06-24）.
6. ↑  .   [2021-05-16]. （原始内容存档于2015-06-03）.
7. ↑  .   [2018-09-15]. （原始内容存档于2022-06-11）.
8. 1 2  .   [2018-09-15]. （原始内容存档于2017-05-30）.
9. ↑  .   [2018-09-15]. （原始内容存档于2018-07-14）.
10. ↑  https://www.facebook.com/photo.php?fbid=995767037133532&set=a.852181564825414.1073741827.100001007355903&type=3
11. ↑  https://www.facebook.com/kohey.nishi/posts/1057860160924219
12. ↑  .   [2018-09-15]. （原始内容存档于2017-06-24）.
13. ↑  .   [2018-09-15]. （原始内容存档于2019-01-03）.
14. ↑  .   [2018-09-15]. （原始内容存档于2021-04-29）.
15. ↑  .   [2018-09-15]. （原始内容存档于2017-05-28）.
16. ↑  .   [2018-09-15]. （原始内容存档于2017-05-27）.
17. ↑  .   [2018-09-15]. （原始内容存档于2021-04-29）.
18. ↑  .   [2018-09-15]. （原始内容存档于2017-05-30）.
19. ↑  .   [2018-09-15]. （原始内容存档于2021-04-29）.
20. ↑  .   [2018-09-15]. （原始内容存档于2017-05-18）.
21. ↑  .   [2018-09-15]. （原始内容存档于2021-04-29）.
22. ↑  .   [2018-09-15]. （原始内容存档于2017-10-29）.
23. ↑  .   [2018-09-15]. （原始内容存档于2021-04-29）.
24. ↑  .   [2018-09-15]. （原始内容存档于2017-08-01）.
25. ↑  .   [2018-09-15]. （原始内容存档于2021-04-30）.
26. ↑  .   [2018-09-15]. （原始内容存档于2017-09-19）.